# Стањков (Домажлице)
Стањков (чеш. Staňkov) град је у Чешкој Републици. Град се налази у управној јединици Плзењски крај, у оквиру којег припада округу Домажлице.

## Становништво
Према подацима о броју становника из 2014. године град је имао 3.248 становника.